# ウィーン地下鉄3号線
ウィーン地下鉄3号線（Line U3）は、オッタクリンク駅からジンメリンク駅までを結ぶウィーン地下鉄が運営する地下鉄路線の1つである。

## 駅一覧
- オッタクリンク駅
- ケンドラーシュトラーセ駅
- ヒュッテルドルファー・シュトラーセ駅
- ヨーンシュトラーセ駅
- シュヴェーグラーシュトラーセ駅
- ウィーン西駅
- ツィーグラーガッセ駅
- ノイバウガッセ駅
- フォルクステアーター駅
- ヘレンガッセ駅
- シュテファンスプラッツ駅
- シュトゥベントール駅
- ラントシュトラーセ駅（ウィーン・ミッテ駅と直結）
- ローフスガッセ駅
- カルディナル・ナーグル・プラッツ駅
- シュラッハタウスガッセ駅
- エアトベルク駅
- ガソメーター駅
- ツィッペラーシュトラーセ駅
- エンクプラッツ駅
- ジンメリンク駅